# Włodzimierz Czacki
Włodzimierz Czacki (Poryck, 16 de abril de 1834 – Roma, 8 de março de 1888) foi um escritor, diplomata e cardeal polonês da Igreja Católica.

## Biografia
Era filho do Conde Wiktor Kazimierz Czacki (1801-1853) com Pelagia Sapieha (1809-1892). Ele tinha o título de conde. Era parente do cardeal Adam Stefan Sapieha. Estudou no Liceu Krzemieckiego, de Varsóvia, no Pontifício Ateneu Romano de Sant'Apollinare e no Pontifício Colégio Polonês, em Roma.
Recebeu a tonsura em 6 de outubro de 1867, de Antonio Grech-Delicata-Testaferrata-Cassia, bispo titular de Calidonia, em sua capela particular. Recebeu as duas primeiras ordens menores em 13 de outubro de 1867, de Pietro de Villanova Castellacci, arcebispo titular de Petra na Palestina, vice-gerente de Roma, em sua capela particular e as duas últimas ordens menores em 30 de outubro de 1867, do mesmo arcebispo na mesma capela. Recebeu o subdiaconato em 17 de novembro de 1867, do cardeal Karl August Reisach, em sua capela particular e o diaconato em 24 de novembro de 1867, de Alessandro Franchi, arcebispo titular de Tessalônica, secretário da Sagrada Congregação dos Bispos e Regulares, em sua capela particular.
Foi ordenado padre em 30 de novembro de 1867, na capela do Palazzo Odescalchi, por Alessandro Franchi. Foi secretário do Papa Pio IX. Em 1868, foi nomeado Camareiro Privado de Sua Santidade. Foi Secretário da Sagrada Congregação de Estudos. Foi consultor no Concílio Vaticano I, entre 1869 e 1870. Nomeado Secretário da Sagrada Congregação dos Assuntos Eclesiásticos Extraordinários, em 15 de março de 1877. Prelado Doméstico de Sua Santidade, 20 de fevereiro de 1878. Trabalhou na finalização das políticas que tratavam da Kulturkampf em 1878. Condecorado com a Real Ordem de Carlos III, em 1879. Admitido na Ordem Soberana de Malta, como oficial de justiça grã-cruz de graça magistral, em 31 de março de 1879.
Nomeado arcebispo titular de Salamina em 12 de agosto de 1879 pelo Papa Leão XIII, foi consagrado em 17 de agosto, na Igreja de São Luís dos Franceses por Flavio Chigi, arcipreste da Arquibasílica de São João de Latrão, coadjuvado por Angelo Bianchi, secretário da Sagrada Congregação dos Bispos e Regulares e por Placido Petacci, bispo auxiliar de Sabina.
Foi nomeado como núncio apostólico na França em 19 de setembro de 1879; impediu a ruptura da Concordata entre a Santa Sé e o governo francês e evitou a liquidação de certas ordens religiosas no país.
Foi criado cardeal pelo Papa Leão XIII, no Consistório de 
25 de setembro de 1882, recebendo o barrete vermelho e o título de cardeal-presbítero de Santa Pudenciana em 15 de março de 1883.
Entre suas obras estão Polsce e Państwie Kościelnym (1860); Les catoliques et l'Église de Pologne (1863); Rome et la Pologne (1864), Kościół i postępowość (1868), bem como artigos defendendo a autoridade do papa e sua infalibilidade, e vários volumes de poesia.
Faleceu em 8 de março de 1888, em Roma; ele sofria de problemas de saúde e o inverno acelerou sua morte repentina. Embora se sentisse indisposto na noite anterior à sua morte, ainda assim levantou-se à hora habitual, celebrou missa e foi trabalhar e por volta das 14h disse que se sentia cansado e retirou-se para seu gabinete. Depois de quatro horas, sua equipe, preocupada porque era um descanso mais longo do que o habitual e não recebendo resposta, entrou no gabinete e o encontraram sentado em um sofá, sem sinais de vida; o médico foi chamado com urgência e constatou que o cardeal havia morrido cerca de três horas antes.

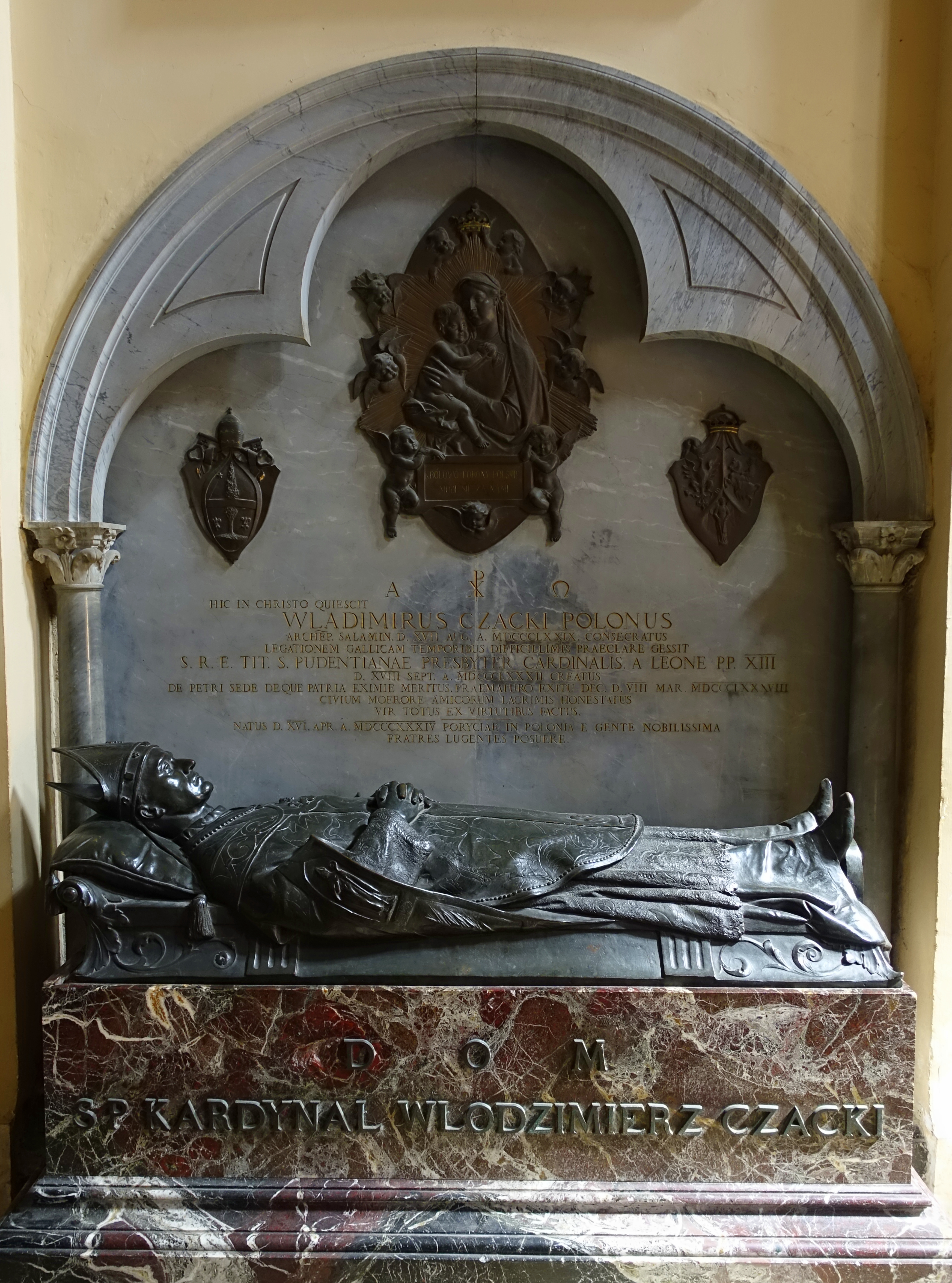
O monumento de mármore com a figura do cardeal Czacki fundido em bronze, projeto de Pius Weloński, em Santa Pudenziana.

Velado na igreja de Santi XII Apostoli, onde se realizou o funeral às 10 horas do dia 10 de março de 1888, celebrado por Elia Bianchi, arcebispo titular de Nicósia; a absolvição final foi dada pelo cardeal Carlo Sacconi, decano do Sacro Colégio dos Cardeais, com dezenove cardeais presentes. Seu corpo, colocado em um simples caixão de carvalho, foi sepultado temporariamente no túmulo da família Odescalchi no cemitério Campo di Verano. Nos anos 1888-1891, seus amigos construíram, segundo o projeto do escultor Pius Weloński, um monumento de mármore multicolorido com a figura do falecido cardeal fundido em bronze, que se encontra na ala direita de sua igreja titular de Santa Pudenziana.
Seus restos mortais foram perdidos e graças às investigações conduzidas por monsenhor Władysław Kosinski, ex-reitor do Santuario Madre delle Grazie della Mentorella, seu túmulo foi encontrado. Depois que o Papa João Paulo II autorizou a transferência de seus restos em 1981, eles foram levados para sua igreja titular, onde uma cerimônia presidida pelo cardeal Agostino Casaroli, secretário de Estado, ocorreu em 25 de março de 1982. Concelebraram a eucaristia com o cardeal o bispo auxiliar de Cracóvia Julian Grobłcki, monsenhor Janusz Bołonek, do Conselho para os Assuntos Públicos da Igreja, monsenhor Józef Michalik, reitor do Pontificio Collegio Polacco, monsenhor Kosinski, que fez a homilia e vários outros sacerdotes e religiosos. O caixão foi colocado na cripta da família Caetani.